# Río Bravo (Tamaulipas)
Pour les articles homonymes, voir Rio Bravo.
Río Bravo, officiellement Ciudad Río Bravo est une ville de l’État de Tamaulipas, au Nord-Est du Mexique, dépendant de la région Norte. Elle est le chef-lieu de la municipalité homonyme de Río Bravo. Située à l'intérieur des terres, dans la partie nord de cet État, à la frontière avec l'État du Texas aux États-Unis, elle appartient au bassin versant du fleuve Río Grande. Elle appartient à la "Zona metropolitana de Reynosa-Río Bravo", qui regroupe autour de la ville de Reynosa les secteurs faisant partie de sa sphère d'influence.

## Géographie
La ville se situe au sud du fleuve Río Grande, juste à l'est de la ville plus importante de Reynosa, à une altitude de 139 mètres. Elle est bordée au sud par le canal d'Anzaldúas, qui évolue parallèlement au Río Grande. Elle est peuplée de 83 736 habitants.
La ville et sa municipalité font partie de la Zona metropolitana de Reynosa-Río Bravo (es), regroupant les municipalités de Reynosa et de Río Bravo.

## Histoire
La ville de Río Bravo a pour origine une vaste zone de ranchs, au nombre de 658 et s'étendant sur 1 154 790 hectares, entre le golfe du Mexique, le fleuve Río Grande, le fleuve Río San Fernando au sud, et l'actuelle limite orientale de l'État du Tamaulipas, acquise en 1781 par Vicente Urízar, associé à Bernardo del Sauto, avec l'autorisation du vice-roi de Nouvelle-Espagne, Martín de Mayorga. Cette immense propriété était alors connue sous le nom d'El Sauto. Au XIXe siècle, cette propriété prend le nom de La Sauteña.
En 1882, une ligne de chemin de fer est ouverte, longeant sur la rive sud le Río Grande. Sa station du nom d'Ebano sera à l'origine de la ville actuelle de Ciudad Río Bravo. L'endroit était aussi connu sous le nom d'El Crucero, par ce que deux routes s'y croisaient.
À partir de 1948, des canaux d'irrigation sont creusés, pour la plantation du coton,.
Après des mouvements au sein de la population dans les années 1950, la municipalité acquiert finalement son autonomie en 1962, au détriment de celle de Reynosa,.